# Diano Arentino
Diano Arentino é uma comuna italiana da região da Ligúria, província de Impéria, com cerca de 576 habitantes. Estende-se por uma área de 8 km², tendo uma densidade populacional de 72 hab/km². Faz fronteira com Chiusanico, Diano Castello, Diano San Pietro, Imperia, Pontedassio, Stellanello (SV).

## Demografia
| Variação demográfica do município entre 1861 e 2011                               |
|                                                                                   |
| Fonte: Istituto Nazionale di Statistica (ISTAT) - Elaboração gráfica da Wikipedia |